# Le Mesnil-Lieubray
Le Mesnil-Lieubray é uma comuna francesa na região administrativa da Normandia, no departamento de Sena Marítimo. Estende-se por uma área de 5,86 km². Em 2010 a comuna tinha 100 habitantes (densidade: 17,1 hab./km²).